# Ashley Caldwell
Ashley Caldwell (n. 14 septembrie 1993, Montgomery Village⁠(d), comitatul Montgomery, Maryland, SUA) este o sportivă ce a reprezentat Statele Unite ale Americii, medaliată olimpică. A participat la 3 ediții ale Jocurilor Olimpice (2010, 2014, 2022) în care a câștigat o medalie de aur.